# Partito Nazionale (Egitto)
Il Partito Nazionale (in arabo ﺍﻟﺤﺰﺐ ﺍﻟﻮﻃﻨﻲ‎?, al-Ḥizb al-Waṭanī) nacque sostanzialmente nel 1895, per volontà di Muṣṭafā Kāmil, tornato da poco dalla Francia dove aveva condotto i suoi studi. La nascita ufficiale data tuttavia al 1907, allorché poté contare sul convinto appoggio di Muhammad Farid e di altri giovani egiziani, per lo più di estrazione alto-borghese a occidentalizzata, fruendo anche dell'ufficiosa simpatia del Chedivè ʿAbbās Ḥilmī II, di chiari sentimenti anti-britannici.
Il suo atteggiamento nei confronti del Regno Unito era estremamente chiaro, in quanto esso chiedeva senza compromessi la fine della sua occupazione dell'Egitto, cominciata dopo la crisi finanziaria cui il Paese era stato costretto dalla politica improvvida di Ismāʿīl I.
Nel 1900 l'azione del partito fu rafforzata dalla pubblicazione, patrocinata da Mustafā Kāmil, del quotidiano al-Liwāʾ (La bandiera), diffuso su tutto il territorio nazionale, che divenne così l'organo ufficiale del partito.
Nello stesso anno, per premiare l'atteggiamento di Muṣṭafā Kāmil, che riteneva opportuno che l'Egitto rimanesse sotto la sovranità ottomana, il Sultano Abdul Hamid II lo insignì del titolo di Pascià.
Malgrado si fossero manifestati contrasti tra partito e chedivè fin dal 1904, essenzialmente per il progetto del partito di veder nascere in Egitto una monarchia costituzionale, le parti trovarono un forte punto d'intesa in seguito all'incidente di Denshawāʾi del 1906.
 L'ufficializzazione dell'esistenza del partito avvenne al Cairo con un discorso di Muṣṭafā Kāmil il 22 ottobre del 1907, cui seguì la convocazione del I Congresso Nazionale del partito alla fine dell'anno. In esso si ribadì l'intenzione di superare il grave contrasto con Londra col ricorso a strumenti pacifici di lotta e della nascita in Egitto di una vera e propria monarchia costituzionale.
Muṣṭafā Kāmil morì appena due mesi dopo, venendo sostituito da Muḥammad Farīd, contro il quale si mossero i britannici, pretendendo da ʿAbbās Ḥilmī II che la stampa venisse sottoposta a stretti controlli e che si adottassero leggi speciali, specie dopo l'assassinio, da parte di un simpatizzante del Partito Nazionale, del Primo ministro Boutros Ghali nel febbraio del 1910, che volle così punire la sua acquiescenza nei confronti della sentenza della corte (a maggioranza britannica ma della quale faceva anche lui parte) che aveva mandato a morte 4 contadini legati ai fatti di Denshawāʾi, ne aveva carcerati molti altri e ne aveva condannato alla fustigazione un ulteriore buon numero, senza prendere alcun provvedimento nei confronti degli ufficiali britannici, colpevoli di aver sparato al gruppo dei contadini che esigeva fosse fatta giustizia per i loro irresponsabili atti di violenza compiuti nel villaggio.

La partenza di Farīd nel 1912 indebolì l'azione del partito, che riprese solo dopo la fine del Prima guerra mondiale, allorché l’Ḥizb al-Waṭanī appoggiò nel 1919 le rivendicazioni del neo-nato partito Wafd.
Partecipò alle restaurate elezioni del 1923, sotto la guida di Ḥāfiẓ Ramaḍān, non registrando però più alcun significativo successo, vuoi per l'eccesso di personalismo che ne aveva sempre eccessivamente caratterizzato la struttura, vuoi per il consenso che l'opinione pubblica egiziana riservava ormai appieno al solo partito Wafd.